# Protomiltogramma aegyptiaca
Protomiltogramma aegyptiaca är en tvåvingeart som först beskrevs av Boris Borisovitsch Rohdendorf 1934.  Protomiltogramma aegyptiaca ingår i släktet Protomiltogramma och familjen köttflugor.
Artens utbredningsområde är Egypten. Inga underarter finns listade i Catalogue of Life.